# Парламентські вибори в Албанії 2013
Парламентські вибори в Албанії пройшли 23 червня 2013 року. На них було обрано 140 депутатів Народних зборів Албанії. Для парламентської більшості необхідно 71 місце.
Європейська комісія заявила, що проведення цих виборів відповідно до європейських демократичних стандартів буде вирішальною умовою для отримання Албанією статусу кандидата в члени Європейського союзу.

## Альянси
До виборів були сформовані дві основні коаліції, в той час як чотири партії і два незалежні кандидати пішли на вибори поодинці. Всього було 66 партій.
- Альянс за зайнятість, процвітання та інтеграцію (алб. Aleanca за Punësim, Mirëqenie DHE Integrim) — являє собою коаліцію з 25 центристських і правоцентристських партій. На чолі з прем'єр-міністром Салі Берішою.
- Альянс за європейську Албанію (алб. Aleanca за Shqipërinë Europiane) — велика коаліція, що містить 37 опозиційних партій, які відрізняються від украй лівих до правих. На чолі з лідером опозиції та мером Тирани Еді Рамою.

## Результати
На виборах переміг Альянс за європейську Албанію на чолі з Соціалістичною партією та її лідером, Еді Рамою (57.63 %). Прем'єр-міністр Салі Беріша з Демократичної партії на чолі Альянсу за зайнятість, процвітання та інтеграцію (39.46 %) визнав свою поразку 26 червня, що широко розглядалось як ознака зростаючої демократичної зрілості Албанії.